# Polypodium rupicolum
Polypodium rupicolum là một loài dương xỉ trong họ Polypodiaceae. Loài này được Brade mô tả khoa học đầu tiên năm 1935.
Danh pháp khoa học của loài này chưa được làm sáng tỏ. 